# Бецков (село)
Бецков (словац. Beckov) — село, громада округу Нове Место-над-Вагом, Тренчинський край. Кадастрова площа громади — 28.63 км².
Населення 1427 осіб (станом на 31 грудня 2020 року).

## Історія
Бецков згадується 1208 року.

## Стислі відомості
Розташована охоронювана територія Бецковська замкова скеля.

## Населення
| Рік:            | 1994. | 2004.   | 2014.   | 2024.   |
| --------------- | ----- | ------- | ------- | ------- |
| Кількість осіб: | 1360  | 1367    | 1349    | 1458    |
| Різниця:        |       | +0,51 % | -1,31 % | +8,08 % |

| Рік:            | 2023. | 2024.   |
| --------------- | ----- | ------- |
| Кількість осіб: | 1466  | 1458    |
| Різниця:        |       | -0,54 % |

## Знамениті уродженці
- Йозеф Милослав Гурбан — словацький письменник, критик, публіцист, політик, письменник, філософ і лютеранський священик. Ключова фігура революції 1848 року в Словаччині.
- Ласло Меднянський, угорський і словацький художник, народився в Бецкові 23 квітня 1852 р.